# Fiodor Koltchine
Fiodor Pavlovitch Koltchine (russe : Фёдор Павлович Колчин), né le 24 février 1957 à Moscou et mort le 11 avril 2018, est un coureur estonien du combiné nordique.

## Biographie
Il fréquente l'Université de Tartu.
Il est champion d'Union soviétique en 1977 et vice-champion en 1981. Il a également été champion d'URSS en combiné par équipes en 1980 et 1981. Koltchine s'est classé 15e de l'épreuve de combiné des Jeux olympiques de Lake Placid en 1980 et 25e des Championnats du monde à Oslo en 1982. En 1977, il s'est classé 3e de l'épreuve de combiné du festival de ski d'Holmenkollen. En 1981, il est champion d'Estonie de combiné et de saut spécial. Koltchine a participé à l'épreuve de combiné des Championnats du monde junior en 1975, 1976 et 1977, dont il a obtenu la médaille d'argent en 1977. Il a également été à plusieurs reprises champion junior de combiné d'Estonie et d'Union soviétique.
Fiodor Koltchine est le fils des fondeurs russes Pavel Koltchine et Alevtina Koltchina, tous deux champions olympiques et champions du monde. Fedor a grandi avec des parents d'accueil à Otepää en Estonie, alors que ses vrais parents ont poursuivi leur carrière. Après sa propre carrière de combiné, il a exercé pendant trois ans en tant qu'entraîneur des jeunes combinés d'Otepää. Plus tard, il a travaillé comme ambulancier et musicien.
Koltchine est l'un des cinq Estoniens qui ont participé aux Jeux olympiques d'hiver dans les années où l'Estonie faisait partie de l'Union soviétique, entre 1944 et 1991. Les autres sont Uno Kajak (1956, combiné), Ants Antson (1964 et 1968, patinage), Tõnu Haljand (1968, combiné) et Allar Levandi (1988, combiné).
Il meurt le 11 avril 2018, à l'âge de 61 ans.

## Sources
- Eesti Spordi Biograafiline Leksikon: Fyodor Koltšin (31. Décembre 2010, visité le 28. Janvier 2015)
- Sport24: Fyodor Koltšin (résultats, visité le 28. Janvier 2015)
- LounaLeht: Lennumasinatest võlutud Fiodor Koltšin suusahüppemäele un kipu (7. Juillet 2009, consulté le 28. Janvier 2015)
- Sports de Référence: Fyodor Koltšin (olympiaresultater, visité le 28. Janvier 2015)
- Jacob Vaage et Tom Kristensen: Holmenkollen – l'Histoire et les résultats. Le Norvégien Bokklubbene, Stabekk 1992.  (ISBN 82-525-1678-5), p. 232 (numérisé par la Bibliothèque nationale)
- Uuemõisa Lasteaed-Algkool: Eestlased taliolümpial (consulté le 28. Janvier 2015)